# ستيفن بالدوين
ستيفن بالدوين (بالإنجليزية: Stephen Baldwin)‏ ممثل أمريكي من مواليد 12 مايو 1966.

## مواقع خارجية
- ستيفن بالدوين على موقع IMDb (الإنجليزية)
- ستيفن بالدوين على موقع روتن توميتوز (الإنجليزية)
- ستيفن بالدوين على موقع ألو سيني (الفرنسية)
- ستيفن بالدوين على موقع أول موفي (الإنجليزية)
- ستيفن بالدوين على موقع قاعدة بيانات الأفلام السويدية (السويدية)
- ستيفن بالدوين على موقع إن إن دي بي (الإنجليزية)
- ستيفن بالدوين على موقع قاعدة بيانات الفيلم (الإنجليزية)
- ستيفن بالدوين على موقع كينوبويسك (الروسية)